# Нетеса Іван Федорович
Нетеса Іван Федорович (1862 — бл. 1933) — (Грицько) кобзар.

## Життєпис
Народився 1862 року в с. Старий Мерчик Валківського повіту Харківської губернії. Осліп у п'ять років від золотухи.
З 18 років навчався у Юхима Куліша. Одклінщину отримав через три роки. Був одруженим. Поводарем був його син. Кобзарював у районі Валок, Богодухова, Люботина, Старих і Нових Мерчиків, Огульців, Вільшани.
Взимку сидів більше вдома і для заробку займався дрібним майструванням, плетінням кошиків та суканням мотузок. Учасник концерту на XII Археологічному з'їзді в Харкові 1902 року. Мав 20-струнну бандуру роботи місцевого майстра. У репертуарі кобзаря зафіксовано чотири думи.

### Репертуар
∗ «Про Олексія Поповича»

### Співпраця
Був знайомий і співпрацював з такими бандуристами:
- Петро Древченко,
- Степан Пасюга,
- Павло Гащенко.